# Jorge López Montaña
Jorge López Montaña (Logroño, La Rioja, España, 19 de septiembre de 1978) es un exfutbolista español que se desempeñaba como centrocampista. Actualmente es entrenador del fútbol base del Real Zaragoza. Es hermano del también futbolista Íñigo López.

## Trayectoria
Aunque el jugador diestro se formó en las categorías inferiores del Club Deportivo Logroñés, la mala situación económica y deportiva de éste hizo que fuera traspasado en la temporada 1999-2000 al Villarreal C. F.
En el equipo de La Plana, que acababa de descender a segunda, destacó por su gran calidad técnica y su llegada a gol. Tras un efímero paso de un año por la categoría de plata, ascendió con su club a Primera.
En esta etapa, que supuso la consolidación del club entre los grandes, Jorge López fue uno de los jugadores destacados, llegando incluso a sonar su nombre para la Selección Española.
Tras tres temporadas en el club amarillo forzó su salida tras una oferta del Valencia CF. Aunque su adaptación fue dura, ya que pasó de ser una de las estrellas del equipo a un jugador más, y de desenvolverse por el centro del campo con toda la libertad creativa a quedar encajonado en la banda derecha, su temporada fue notable, anotando cinco goles y contribuyendo en gran cantidad de partidos al histórico doblete de liga y UEFA obtenido por el club che.
Sin embargo, tras la marcha de Rafa Benítez y posterior fichaje de Claudio Ranieri como entrenador y director deportivo del Valencia CF se quedó sin sitio en la primera plantilla por decisión del técnico italiano, por lo que fue cedido al Real Mallorca, donde disputó gran cantidad de partidos hasta que al final de la temporada sufrió una grave lesión en la rodilla.
En la temporada 2005-2006 retornó al equipo de la ciudad del Turia, si bien su participación fue mínima debido a que se pasó gran parte de la temporada recuperándose de la lesión sufrida el año anterior.
Al final de la temporada 2006-2007 quedó libre y fichó por el Racing de Santander por las siguientes tres temporadas.
En la temporada 2008-2009, tras haber disputado el primer partido de Liga con el Racing de Santander, en el último día del plazo de fichajes y a última hora, el Real Zaragoza hizo efectivo el traspaso, desvinculando al jugador del Racing. El equipo maño pagó 3 millones de euros.
En su primer año como zaragocista demuestra tener una calidad muy superior a la categoría de Segunda División, y finaliza la temporada con el ascenso a la Primera División de España, siendo el máximo asistente con 16 asistencias y logrando 7 goles, algunos de ellos cruciales.
El jugador continúa en el equipo en esta temporada tras el ascenso, siendo considerado artífice básico para la trayectoria en Primera División.
El Real Zaragoza, en un comunicado en su página web, comunica en el año 2011 que Jorge López queda desvinculado del club y el jugador firma por el OFI Creta de Grecia en lo que sería su primera experiencia fuera de España.
Después de su paso por Grecia, el jugador ha fichado el KAA Gent belga hasta final de la temporada 2013. Tras desvincularse del club belga, es contratado por el Cádiz CF hasta el final de la 2013-2014.

## Clubes
| Club                | País    | Año       |
| ------------------- | ------- | --------- |
| C. D. Logroñés "B"  | España  | 1997      |
| C. D. Logroñés      | España  | 1997-1998 |
| Las Rozas C. F.     | España  | 1998      |
| C. D. Logroñés      | España  | 1998-1999 |
| Villarreal C. F.    | España  | 1999-2003 |
| Valencia C. F.      | España  | 2003-2004 |
| R. C. D. Mallorca   | España  | 2004-2005 |
| Valencia C. F.      | España  | 2005-2007 |
| Racing de Santander | España  | 2007-2008 |
| Real Zaragoza       | España  | 2008-2011 |
| O. F. I. Creta      | Grecia  | 2011-2012 |
| K. A. A. Gante      | Bélgica | 2013      |
| Cádiz C. F.         | España  | 2014      |

## Títulos

### Campeonatos nacionales
| Título           | Club           | País   | Año       |
| ---------------- | -------------- | ------ | --------- |
| Primera División | Valencia C. F. | España | 2003-2004 |

### Copas internacionales
| Título                    | Club           | País   | Año       |
| ------------------------- | -------------- | ------ | --------- |
| Copa Intertoto de la UEFA | Villarreal     | España | 2004      |
| Copa de la UEFA           | Valencia C. F. | España | 2003-2004 |
| Supercopa de Europa       | Valencia C. F. | España | 2004      |